# Polyrhachis macropa
Polyrhachis macropa är en myrart som beskrevs av Wheeler 1916. Polyrhachis macropa ingår i släktet Polyrhachis och familjen myror. Inga underarter finns listade i Catalogue of Life.